# ایستگاه راه‌آهن کرمان
ایستگاه راه‌آهن کرمان یک ایستگاه راه‌آهن در شهر کرمان، ایران است.
این ایستگاه که در سال ۱۳۵۶ افتتاح شده در ادامه مسیر خط کاشان-بافق–زرند بوده که در سال ۱۳۵۰ به بهره‌برداری رسیده است.
این ایستگاه درتاریخ ۱۶ دی۱۳۹۸ به پیشنهاد مدیر عامل راه آهن به ایستگاه شهید قاسم سلیمانی تغییر نام یافت.

## نگارخانه

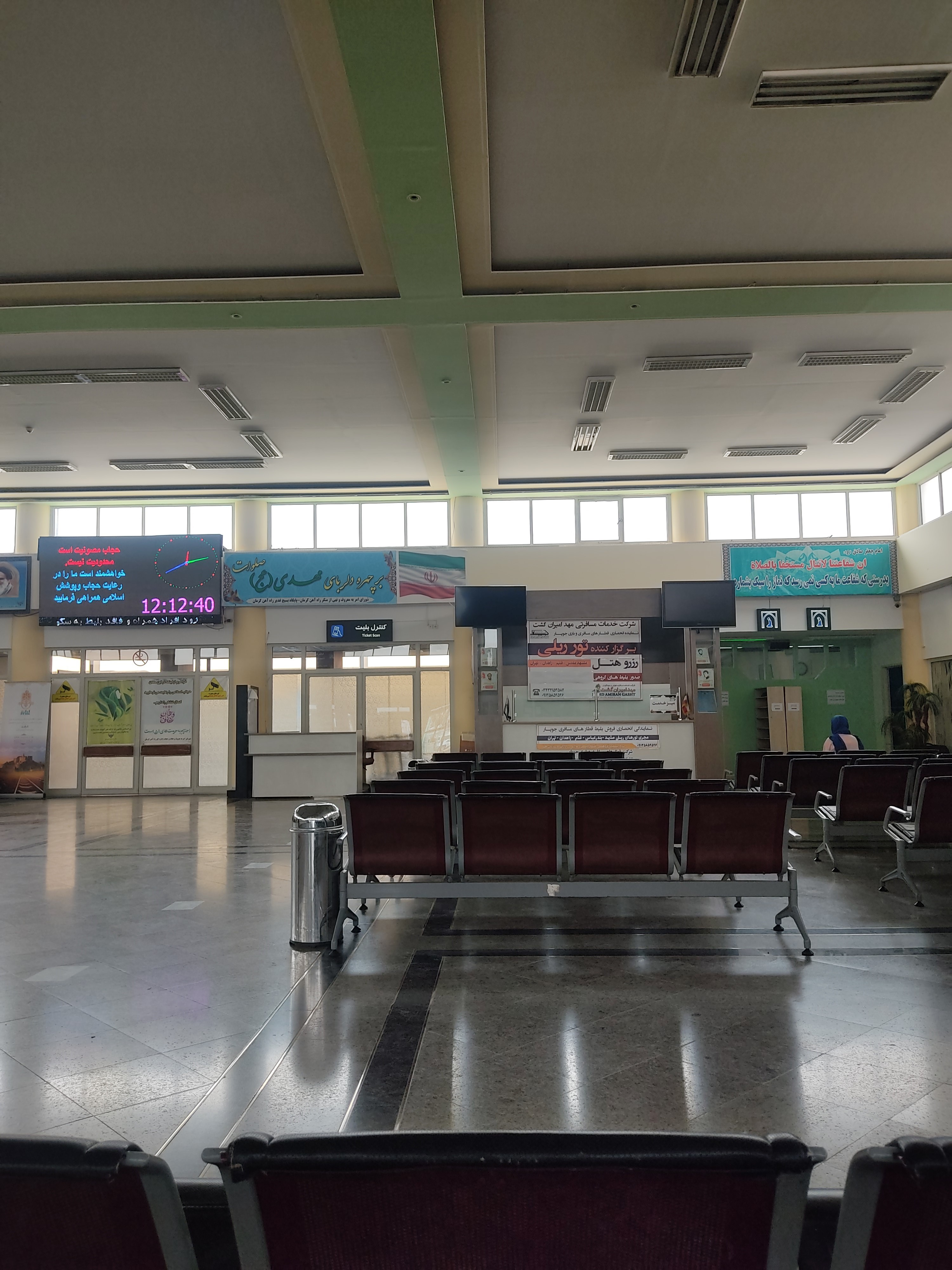
سالن انتظار
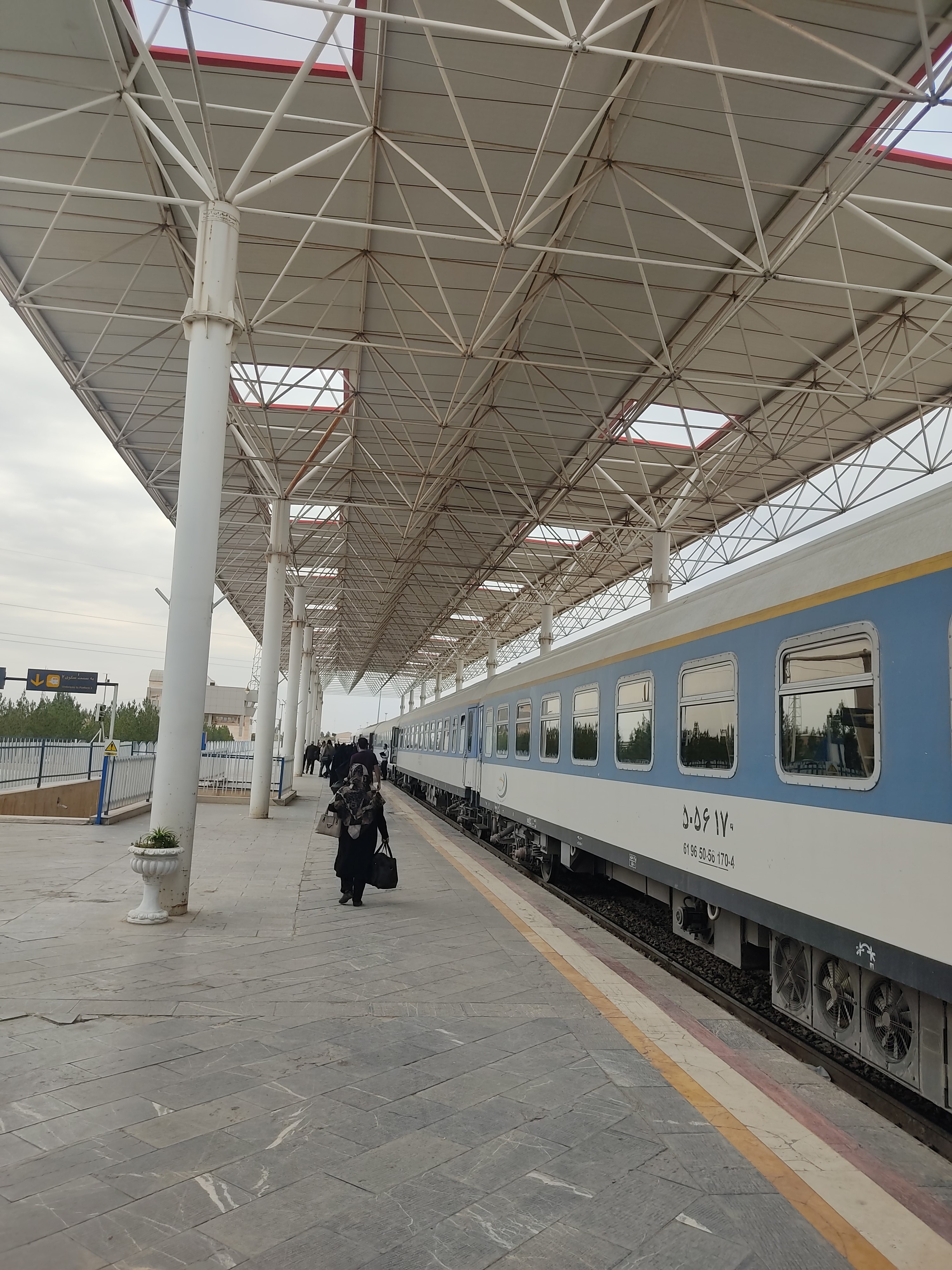
سکو ایستگاه
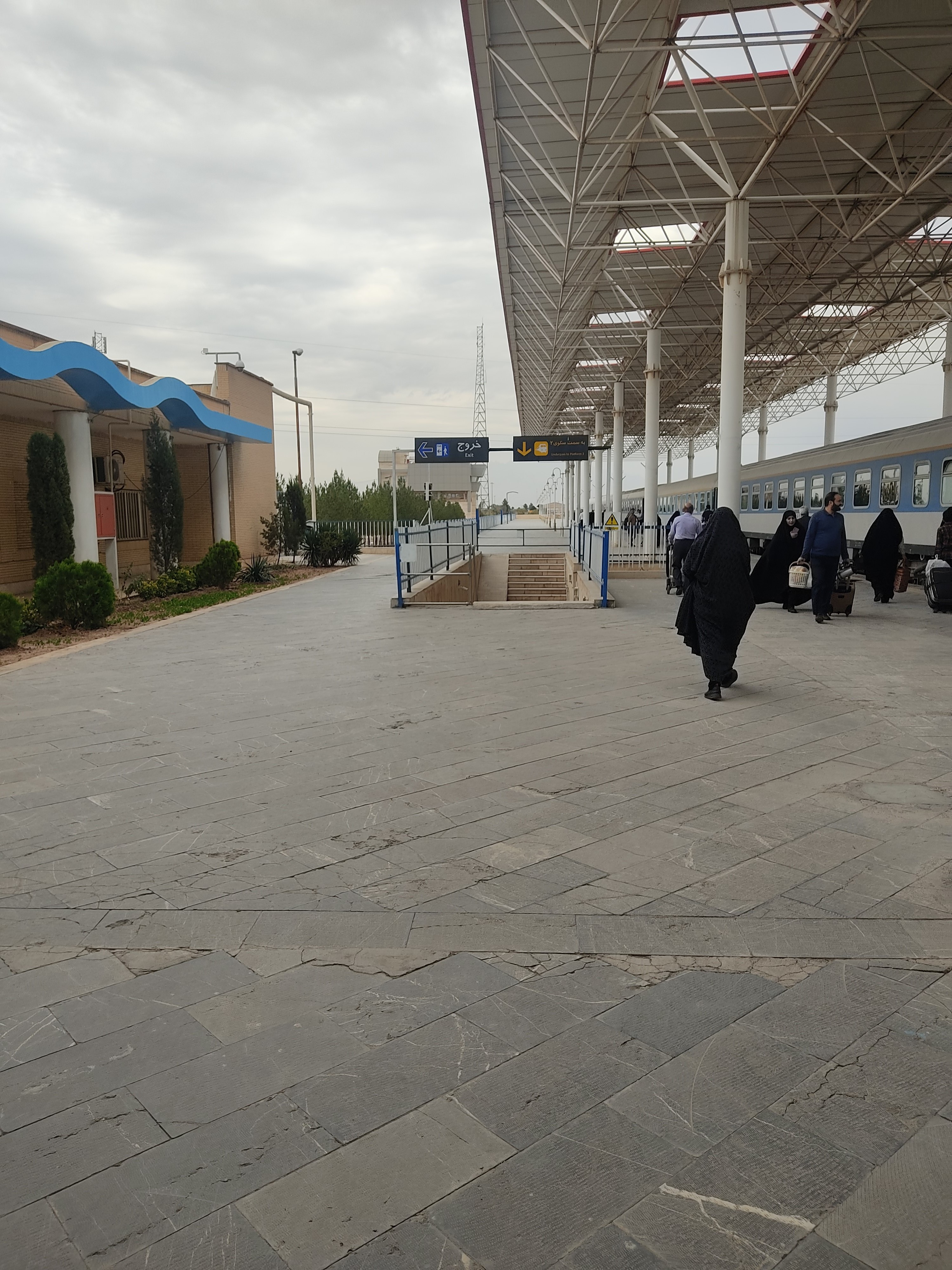